# Allas-Champagne
Allas-Champagne är en kommun i departementet Charente-Maritime i regionen Nouvelle-Aquitaine i västra Frankrike. Kommunen ligger  i kantonen Archiac som ligger i arrondissementet Jonzac. År 2022 hade Allas-Champagne 266 invånare.

## Befolkningsutveckling
Antalet invånare i kommunen Allas-Champagne
Referens:INSEE